# Gare de Longueville-sur-Scie
Gare de Longueville-sur-Scie vasútállomás Franciaországban, Longueville-sur-Scie településen.

## Vasútvonalak
Az állomást az alábbi vasútvonalak érintik:
- Malaunay-Le Houlme-Dieppe-vasútvonal

## Kapcsolódó állomások
A vasútállomáshoz az alábbi állomások vannak a legközelebb:
- Gare de Saint-Aubin-sur-Scie
- Gare d’Auffay